# Pierre Novion
 (janvier 2021).
Si vous disposez d'ouvrages ou d'articles de référence ou si vous connaissez des sites web de qualité traitant du thème abordé ici, merci de compléter l'article en donnant les références utiles à sa vérifiabilité et en les liant à la section « Notes et références ».
Pour les articles homonymes, voir Novion (homonymie).
Pierre Novion (né en 1949 à Paris) est un directeur de la photographie français.

## Biographie
Pierre Novion s’oriente vers le cinéma et étudie à l'école Vaugirard.
En tant que directeur de la photographie, il met en image plusieurs films en France et à l’étranger en accompagnant des cinéastes parmi lesquels Philippe Le Guay, Charles Najman, Fabrice Cazeneuve, Anna Novion (Les Grandes Personnes, Rendez-vous à Kiruna), Éric Rochant dont il signe une grande partie de ses films et séries (Un monde sans pitié, Les Patriotes, Möbius, Le Bureau des légendes.. ).
Il collabore avec Angelin Preljocaj pour ses œuvres cinématographiques (Trait d’Union, Annonciation) films qui obtiennent un prix au festival de New York et le Grand Prix au Festival International du Film d’Art en 2003.

## Filmographie

### Cinéma
- 1982 : On est toujours trop bonne de François Dupeyron
- 1982 : La Dragonne de François Dupeyron
- 1984 : Le Clou de Philippe Le Guay
- 1985 : Détective de Jean-Luc Godard
- 1986 : On connaît la chanson de Jean-Jacques Bernard
- 1988 : Lamento de François Dupeyron
- 1988 : La Maison de Jeanne de Magali Clément
- 1989 : Erreur de jeunesse de Radovan Tadic
- 1989 : Un monde sans pitié d'Éric Rochant
- 1991 : Aux yeux du monde d'Éric Rochant
- 1992 : Iki Kadin de Yavuz ÖzKan
- 1992 : Vagabond d'Ann Le Monnier
- 1994 : Les Patriotes d'Éric Rochant
- 1995 : L'Année Juliette de Philippe Le Guay
- 1995 : El Fatha, court métrage de Rachida Krim
- 1996 : La mémoire est-elle soluble dans l'eau ? de Charles Najman
- 1998 : The Man Who Held His Breath de Stephen Lowenstein
- 1998 : Le serpent a mangé la grenouille d'Alain Guesnier
- 1999 : Hayal kurma oyunlari de Yavuz ÖzKan
- 2004 : Haïti : la fin des chimères ?...de Charles Najman
- 2005 : Le temps n'efface rien (documentaire) de Thomas Gilou
- 2005 : On prend pas la mer quand on la connaît pas (court métrage) d'Anna Novion
- 2006 : L'École pour tous d'Éric Rochant
- 2008 : Les Grandes Personnes d'Anna Novion
- 2013 : Möbius d'Éric Rochant
- 2013 : Rendez-vous à Kiruna d'Anna Novion

### Télévision
- 1990 : Alcyon de Fabrice Cazeneuve (téléfilm)
- 1993 : Pour demain de Fabrice Cazeneuve (téléfilm)
- 1993 : Rhésus Roméo de Philippe Le Guay
- 1998 : Un fait divers de Fabrice Cazeneuve
- 1998 : De gré ou de force de Fabrice Cazeneuve
- 1999 : Les Illuminations de Mme Nerval de Charles Najman
- 2000 : La Vérité vraie de Fabrice Cazeneuve
- 2000 : La Caracole
- 2000 : La Dette
- 2001 : Mausolée pour une garce
- 2001 : Jalousie
- 2001 : L'Interpellation
- 2007 : La Française doit voter de Fabrice Cazeneuve
- 2007 : L'Affaire Sacha Guitry de Fabrice Cazeneuve
- 2008 : Mafiosa (série télévisée, saison 2)  d'Éric Rochant
- 2010 : Mafiosa (série télévisée, saison 3) d'Éric Rochant
- 2014 : Le Bureau Des Légendes  Saison 1 (ShowRunner: Eric Rochant)
- 2015 : Le Bureau Des Légendes  Saison 2 (ShowRunner: Eric Rochant)